# Festgesang (Bruckner)
Der Festgesang, auch Jodok-Kantate genannt, WAB 15, ist eine Kantate, die 1855 von Anton Bruckner komponiert wurde.

## Entstehung und Stellung im Gesamtwerk
Diese Kantate ist die letzte von drei Bruckners größeren Gelegenheitskompositionen.
Bruckner komponierte sie am 6. Dezember 1855 für den Namenstag von Jodok Stülz, dem Dechant des Stifts St. Florian, als „Abschied von St. Florian“, drei Wochen vor seinem Umzug nach Linz. Das Stück sollte am 13. Dezember 1855 (Stülz Namenstag) oder am Vorabend aufgeführt werden. Die Handschrift befindet sich im Archiv des Stifts St. Florian.
Die Handschrift wurde 1921 von Franz Xaver Müller im Archiv des Stifts St. Florian gefunden. Ein Faksimile erschien erstmals in Band II/2, S. 241–244 der Göllerich/Auer-Biographie. Die Partitur ist erschienen in Band XXII/1 Nr. 5 der Gesamtausgabe.

## Text
Der Autor des für die Kantate verwendeten Texts ist unbekannt.
Sankt Jodok sproß aus edlem Stamme,

der Glanz der Welt hat ihm gelacht.

Doch ihm war Gott der höchste Name,

und dem hat er sich dargebracht.

In Einsamkeit zurückgezogen,

ging er dort selig seine Bahn

und schritt, so fern von Sturm und Wogen,

zum hehren Himmel still hinan!

Dein Sinn ist so auf Gott gerichtet,

was recht, was gut, fühlt deine Brust.

Du fühlst dich nur dem Herrn verpflichtet,

und sein Gesetz nur bringt dir Lust.

Du bist der Vater deiner Herde,

ihr Heil ist wahrlich all dein Glück,

und bebest nicht vor der Beschwerde

so wie ein Mietling feig zurück.

Aus weiter Fern' bist du gekommen,

ihr beizustehen in Streit und Tod,

als du die Kunde dort vernommen,

dass ihr die böse Seuche droht.

Du pflegst das Herz der lieben Kleinen,

du führst Erwachsene zu Gott,

weißt Ernst mit Güte zu vereinen

und linderst tröstend jede Not.

Du leuchtest vor durch deine Taten

und unterstützest so dein Wort,

und nie noch sah man dich ermatten,

du schrittest kräftiger nur fort.

Nicht minder ziert dich edles Wissen,

du kennst Geschichte meisterhaft,

und was Archive tief verschließen,

hast manches du ans Licht geschafft.

So sei denn Gott auf deinen Wegen,

er tröste dich, wird es dir bang!

Stets kommt dir seine Huld entgegen

und er erhalte dich uns lang!

## Aufbau und Besetzung
Das insgesamt 143 Takt lange Werk in C-Dur ist für gemischten Chor und Sopran-, Tenor- und Basssolisten sowie Klavier komponiert.
Die Kantate besteht aus sechs Teilen:
1. Rezitativ: Sankt Jodok sproß, Bass Solist (bars 1–7)
2. Aria: In Einsamkeit zurückgezogen, Bass Solist (bars 8–23)
3. Chor: Du bist der Vater, gemischter Chor (Takte 27–79) – Ziemlich langsam, gemütlich
4. Aria: Du pflegst das Herz, Sopransolistin (Takte 80–102) – Langsam, mit Gefühl
5. Rezitativ: Nicht minder ziert, Tenor Solist (Takte 103–109)
6. Schlußchor: Heil unserm Vater, gemischter Chor (Takte 100–143) – Mäßig langsam

Obwohl sie bereits eigene Ideen des Komponisten enthält, wirkt die Kantate mit ihren beiden Rezitativen, Arien und Chorsätzen etwas archaisch. Die Arien gehen auf Beispiele des Barocks zurück, in denen ein Instrument des Basso continuo den Solosänger begleitet. Die Chorsätze – ein wenig in Anlehnung an Michael Haydn – verweisen mit Imitationsphrasen auf blumiger Kontrapunkt.

## Diskografie
Es gibt eine einzige Aufnahme des Festgesangs:
- Thomas Kerbl, Chorvereinigung Bruckner 2011: Anton Bruckner Lieder/Magnificat – CD: LIVA 046, 2011